# Dan Malloy
Dannel Patrick (Dan) Malloy  (Stamford (Connecticut), 21 juli 1955) is een Amerikaans politicus van de Democratische Partij. Tussen 2011 en 2019 was hij gouverneur van de Amerikaanse staat Connecticut. Daarvoor was hij van 1995 tot 2009 de burgemeester van zijn geboortestad Stamford.

## Loopbaan
Malloy werkte van 1980 tot 1984 als een hulpofficier van justitie in het stadsdeel Brooklyn van New York. Aansluitend was hij tot 1995 werkzaam als advocaat. In 1995 werd hij verkozen tot burgemeester van Stamford, zijn geboorteplaats. Malloy werd in deze functie drie keer herkozen en bleef aan tot 2009.
In 2006 stelde Malloy zich voor de eerste keer kandidaat om gouverneur van Connecticut te worden. Hij werd echter verslagen in de Democratische voorverkiezing. Vier jaar later, bij de gouverneursverkiezingen van 2010, waagde Malloy met meer succes een tweede poging. Hij versloeg zijn Republikeinse tegenstander Thomas Foley met nipte cijfers en werd daarmee verkozen tot gouverneur. Malloy werd op 5 januari 2011 ingezworen in de hoofdstad Hartford.
In 2014 werd Malloy herkozen voor een tweede ambtstermijn. In 2018 besloot hij zich echter niet nogmaals verkiesbaar te stellen als gouverneur. Hij werd op 9 januari 2019 opgevolgd door zijn partijgenoot Ned Lamont.
- Gemeinsame Normdatei: 1198979151
- International Standard Name Identifier: 0000 0000 4833 8415
- Library of Congress Control Number: n2006160042
- Virtual International Authority File: 19117864
- WorldCat: E39PBJrGqCCFy4PxBVYbf6yDbd